# Mydas basifascia
Mydas basifascia är en tvåvingeart som beskrevs av Walker 1859. Mydas basifascia ingår i släktet Mydas och familjen Mydidae. Inga underarter finns listade i Catalogue of Life.